# Aproximación de Padé

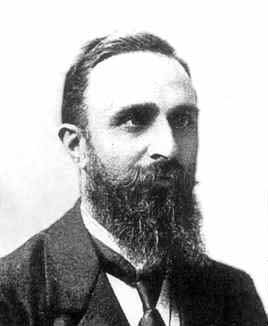
Henri Padé.

La aproximación de Padé es la "mejor" aproximación de una función por una función racional de un orden dado. En virtud de esta técnica, la serie de potencias de la aproximación concuerda con la serie de potencias de la función que se aproxima. La técnica fue desarrollada por Henri Padé.
La aproximación de Padé,  da una mejor aproximación de la función que truncar su serie de Taylor, y funciona incluso donde la serie de Taylor no es convergente. Por esta razón las aproximaciones de Padé se usan ampliamente en los cálculos de ordenadores. Han sido también aplicados a las aproximaciones diofantinas, aunque para resultados nítidos, típicamente son reemplazados por métodos en cierto sentido inspirados en la teoría de Padé.

## Definición
Dada una función f y dos enteros m ≥ 0 y n ≥ 0, la aproximación de Padé de orden (m, n) es la función racional
{\displaystyle R(x)={\frac {p_{0}+p_{1}x+p_{2}x^{2}+\cdots +p_{m}x^{m}}{1+q_{1}x+q_{2}x^{2}+\cdots +q_{n}x^{n}}}}
que concuerda con {\displaystyle f(x)} en el máximo orden posible, lo que equivale a
{\displaystyle {\begin{array}{rcl}f(0)&=&R(0)\\f'(0)&=&R'(0)\\f''(0)&=&R''(0)\\&\vdots &\\f^{(m+n)}(0)&=&R^{(m+n)}(0)\end{array}}}.
Equivalentemente, si {\displaystyle R(x)} se expande en una serie de McLaurin (Serie de Taylor en 0), sus primeros m + n términos cancelarían los primeros m + n términos de {\displaystyle f(x)}, y como tal
{\displaystyle f(x)-R(x)=c_{m+n+1}x^{m+n+1}+c_{m+n+2}x^{m+n+2}+\cdots }
La Aproximación de Padé es única para determinadas m y n, es decir, los coeficientes {\displaystyle p_{0},p_{1},\dots ,p_{m},} {\displaystyle q_{1},\dots ,q_{n}}, pueden ser determinados de manera unívoca. Esta es la razón por la que el término de orden cero en el denominador de {\displaystyle R(x)} es 1, ya de otra manera el numerador y denominador de {\displaystyle R(x)} habrían sido simplemente multiplicandos por la constante  {\displaystyle q_{0}}.
A la Aproximación de Padé definida arriba se la denotada también como
{\displaystyle [m/n]_{f}(x).\,}
Para una {\displaystyle x} dada, la Aproximación de Padé puede ser calculada por el Algoritmo Épsilon y también por otras secuencias de transformaciones de sus sumas parciales
{\displaystyle s_{n}(x)=c_{0}+c_{1}x+c_{2}x^{2}+\cdots +c_{n}x^{n}}
de la Serie de Taylor de {\displaystyle f}, es decir, tenemos
{\displaystyle c_{k}={\frac {f^{(k)}(0)}{k!}}.}
Cabe denotar que {\displaystyle f} también puede ser una serie formal de potencias y, por lo tanto, la Aproximación de Padé puede ser aplicada también a la sumatoria de series divergentes.

## Función zeta de Riemman - Padé
Para estudiar la suma de una serie divergente, por ejemplo
{\displaystyle \sum _{z=1}^{\infty }f(z),}
puede ser útil introducir la función simple racional de Padé
{\displaystyle \zeta _{R}(s)=\sum _{z=1}^{\infty }{\frac {R(z)}{z^{s}}},}
donde
{\displaystyle R(x)=[m/n]_{f}(x),\,}
es sólo la aproximación de orden (m, n) de la función f(x). El valor de regularización zeta en s = 0 se toma como la suma de las series divergentes.
La ecuación funcional para la función zeta de Padé es
{\displaystyle \sum _{j=0}^{n}p_{j}\zeta _{R}(s-j)=\sum _{j=0}^{m}q_{j}\zeta _{0}(s-j),}
donde {\displaystyle p_{j}} y {\displaystyle q_{j}} son los coeficientes en la aproximación de Padé. El subíndice "0" significa que el Padé es del orden de [0 / 0] y por lo tanto, tenemos la función zeta de Riemann.
Una aproximación de Padé aproxima a una función en una variable. Una aproximación en dos variables se llama una aproximación de Chisholm, en múltiples variables aproximación de Canterbury (después de Graves-Morris en la Universidad de Kent).